# Phare de Punta Caldera
Le phare de Punta Caldera (en espagnol : Faro Punta Caldera) est un phare actif situé à 5 km à l'ouest de Caldera (Province de Copiapó), dans la Région d'Atacama au Chili.
Il est géré par le Service hydrographique et océanographique de la marine chilienne dépendant de la Marine chilienne.

## Histoire
Le phare, mis en service le 1r mars 1868, est situé sur la pointe sud de la baie de Caldera. C'est le seul phare en bois de tout le Chili. Il a été restauré en 1947, puis en 1987.

## Description
Ce phare  est une tour pyramidale en bois, avec une galerie et une lanterne octogonale de 18,5 m de haut. La tour est peinte en rouge avec des bandes blanches. Il émet, à une hauteur focale de 38 m, un éclat blanc par période de 12 secondes. Sa portée est de 15 milles nautiques (environ 28 km).
Identifiant : ARLHS : CHI-065 - Amirauté : G1924 - NGA : 111-1148 .
|          |
| Le phare |

### Lien connexe
- Liste des phares du Chili